# Giovanni Battista Re
Giovanni Battista Re (Borno, 30. siječnja 1934.) talijanski je kardinal Katoličke Crkve. U rang kardinala uzdignut je 2001. godine. Bio je prefekt Kongregacije za biskupe od 2000. do 2010. godine. Od 2020. godine je dekan kardinalskog zbora.
Kao dekan Kardinalskog zbora, Re je s papom Franjom predvodio državni sprovod pape Benedikta XVI. 5. siječnja 2023. godine.